# 扬吉土尔穆什
扬吉土尔穆什（意为“新的生活”）是吉尔吉斯斯坦巴特肯州莱列克区下辖的一个村。根据2009年吉尔吉斯共和国人口普查，该村人口为1613人。